# 英格兰安立甘宗教会保险公司
英格兰安立甘宗教会保险公司（英文：Ecclesiastical Insurance）是一家创建于1887年的英国保险公司，总部在格洛斯特，之前的名称是教会保险所股份公开有限公司，由金融服务管理局授权及管理。没有上市流通，但是是英格兰安立甘宗全教会信托基金全资拥有，该基金的宗旨是促进基督教的发展，并为慈善目的提供资金。
由英国教会建立用于为它的建筑提供保险。现在覆盖了广泛的保险领域，根据UK Net Written Premiums的数据，2006年排名责任保险的第16位，事故保险的第20位。
其客户包括格洛斯特大教堂和圣保罗大教堂。